# Elmore megye (Idaho)
Elmore megye az Amerikai Egyesült Államokban, azon belül Idaho államban található. Megyeszékhelye és legnagyobb városa Mountain Home. Lakosainak száma 28 666 fő (2020. április 1.). Elmore megye Boise, Ada, Custer, Blaine, Camas, Gooding, Twin Falls és Owyhee megyékkel határos.

## Népesség
A megye népességének változása:
| Lakosok száma | 27 101 | 26 309 | 26 292 | 26 170 | 25 876 | 28 666 |
|               | 2010   | 2011   | 2012   | 2013   | 2015   | 2020   |